# Nonza
Pour les articles homonymes, voir Nonza (homonymie).
Nonza [nɔ̃ts(a)] est une commune française située dans la circonscription départementale de la Haute-Corse et le territoire de la collectivité de Corse. Elle appartient à l'ancienne piève de Nonza dont elle était le chef-lieu, dans le cap Corse.

## Géographie

### Situation
Nonza est une petite commune de 8 km2 sur la côte occidentale du cap Corse, l'une des dix-huit communes regroupées dans la communauté de communes du Cap Corse. Nonza est entourée d'Ogliastro au nord, d'Olcani à l'est et d'Olmeta-du-Cap au sud.

### Communes limitrophes

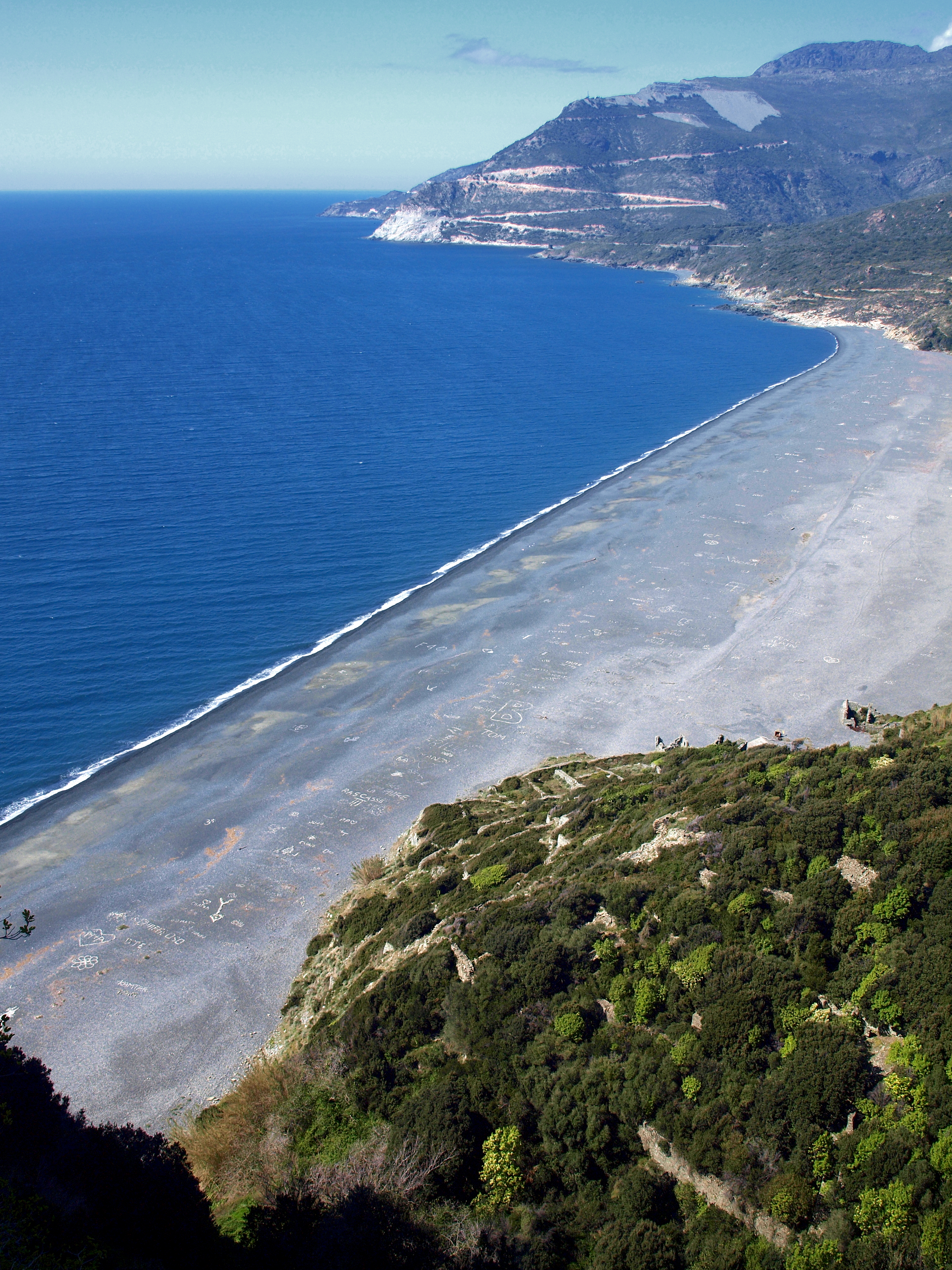
Ruines de la Marine
et la plage de Nonza

### Géologie et relief
Nonza occupe un « alvéole » de la péninsule du cap Corse, celui du bassin versant du ruisseau de Violu.
La commune se présente sur le flanc occidental du Monte Stello, sommet de la Serra, chaîne dorsale de la péninsule ; mais son territoire s'arrête à mi-chemin, près de la cime di Muzzicone (Olmeta-di-Capocorso), le culmen de la commune (841 m). Ses limites méridionales sont définies, depuis le sud de son littoral, par une ligne de crête passant par la punta di Negru (344 m), le col de Negru (251 m), la grotta della Susini, le monte Stavu (764 m), la cima de Macchiella, puis remontant par Cimone (808 m - Olcani), la bocca di Violu (433 m), le rocher de Lecci Santa (456 m), la punta di Selolla (435 m), pour redescendre vers la côte à l'ouest.
Le sol est composé majoritairement de schistes friables et d'ophiolites très résistants. Le village est perché sur une vertigineuse falaise verticale de plus de 100 mètres de haut, faite de schistes gris amphiboliques et pyroxéniques englobant de vertes serpentines. Quant à la remarquable Tour de Nonza, elle est édifiée à 167 mètres sur la falaise nord schisteuse nommée Monte.
La façade maritime

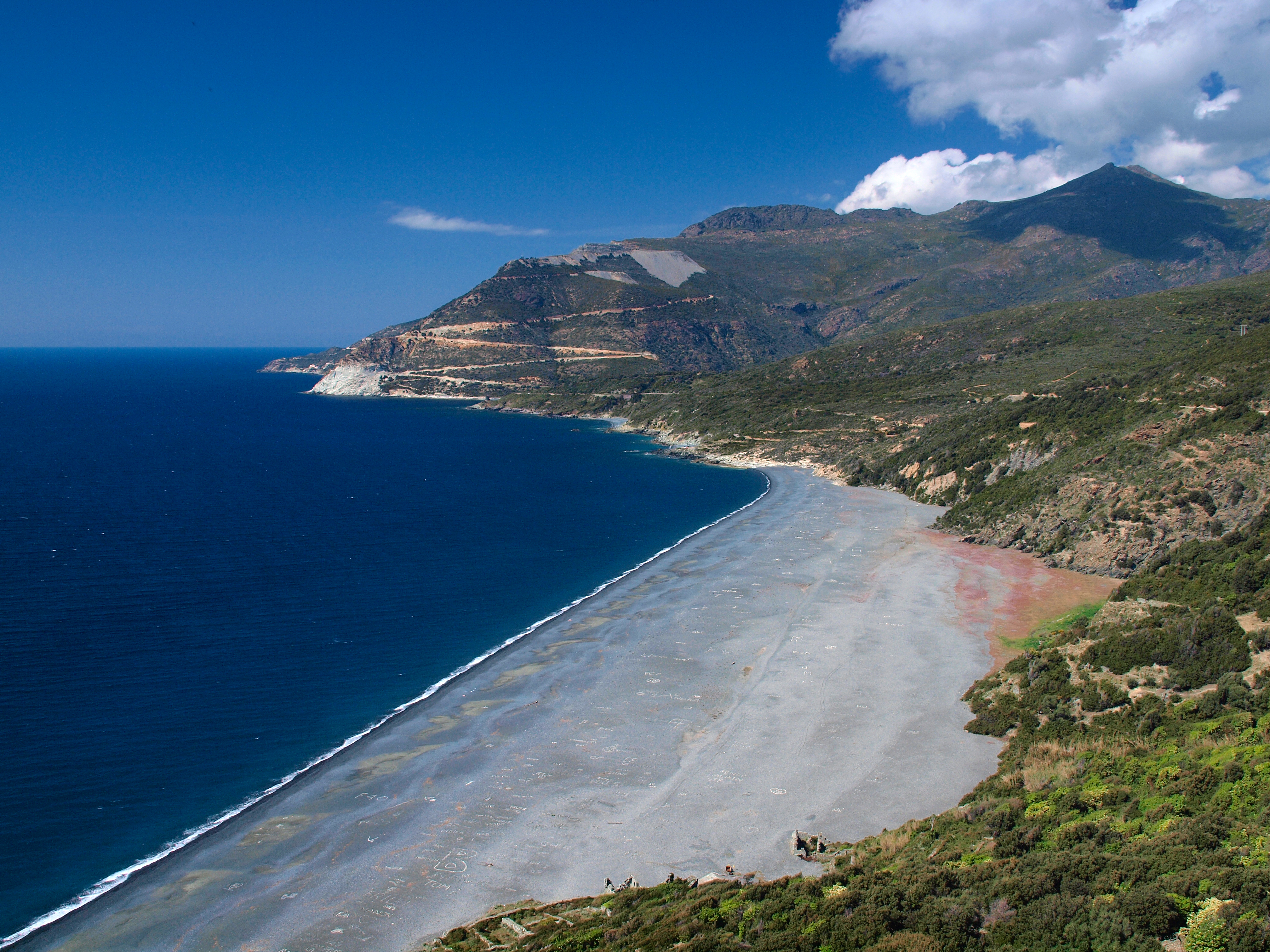
Plage de Nonza
et carrière d'amiante de Canari

À l'ouest, la commune possède une façade maritime délimitée au sud par la tour de Negru (Olmeta-di-Capocorso) et au nord par l'église San Michele ruinée (Ogliastro). Toute la côte au nord du village de Nonza est constituée d'une immense plage de sable et de galets noirs issus des rejets d'exploitation de l'ancienne carrière d'amiante de Canari-Abro qui a été fermée en 1965. La commune s'était agrandie de 26 hectares. En conséquence, la Marina di Nonza d'où partaient les barques pour l'Agriate, a disparu, colmatée par les rejets. Depuis, la mer reprend petit à petit ses droits sur cette plage qui avait, au milieu du XXe siècle encore, une largeur double de celle d'aujourd'hui.

### Hydrographie
Le principal cours d'eau est :
- le ruisseau de Violu[1] long de 2,2 km, qui prend sa source à 370 m d'altitude sous la bocca di Violu et se jette dans la mer Méditerranée sous le nom de Fiume Casalini au nord de la plage, au lieu-dit Porticciolo ;
- le ruisseau de Viacava et le ruisseau de Guadoni (Fiume Guadoni) (ce dernier ayant sa source à la fontaine de Campoluti, sous la cima di Mucchiella à 699 m d'altitude) se jettent en mer au milieu de la plage de Nonza.

Quant au village de Nonza, il est traversé par un minuscule cours d'eau nommé Fiume Lavatoggiu (ruisseau de Lavatoggio).
Enfin, au sud de la commune, coule le ruisseau du Couvent long de 1,9 km, qui arrive à la mer au sud de l'ancien couvent des Franciscains.

### Climat et végétation
Comme partout dans le cap Corse, la commune de Nonza bénéficie d'un climat méditerranéen maritime aux écarts thermiques modérés, l'hiver y étant plus chaud et l'été plus tempéré que dans les autres villages corses.
Nonza est une commune verte et boisée, mais dont le tapis végétal a souffert des incendies à plusieurs reprises. Les crêtes ont un caractère asylvatique.

### Voies de communication et transports

#### Accès routiers
La commune est traversée par la D80 (ancienne route nationale 198 de Saint-Florent à Bonifacio comme encore portée sur les cartes cadastrales de Géoportail), qui fait le tour du Cap Corse. Elle passe par le centre du village, le quartier Piazza, devant le perron de l'église Santa Giulia. Les deux marines d'Albo (Ogliastro) au nord, et de Negru au sud, sont distantes respectivement de 5 km et 4 km.
Au nord de la Pointe de Negru, se situe une intersection avec la route D433 (ou ancien chemin départemental no 433 de la route nationale 198 à Olmeta-du-Cap comme portée sur les cartes cadastrales), qui permet de gagner le village d'Olmeta-di-Capocorso.

#### Transports
Aucun transport en commun de voyageurs ne dessert Nonza. Le plus proche transporteur routier se trouve à Olmeta-di-Capocorso, à 6,5 km.
Le village de Nonza est distant par route, de 34 km du port de commerce de Bastia, de 33 km de la gare des CFC de Bastia et de 47 km de l'aéroport de Bastia Poretta, qui sont les plus proches.

## Urbanisme

### Typologie
Au 1er janvier 2024, Nonza est catégorisée commune rurale à habitat très dispersé, selon la nouvelle grille communale de densité à sept niveaux définie par l'Insee en 2022.
Elle est située hors unité urbaine. Par ailleurs la commune fait partie de l'aire d'attraction de Bastia, dont elle est une commune de la couronne,. Cette aire, qui regroupe 93 communes, est catégorisée dans les aires de 50 000 à moins de 200 000 habitants,.
La commune, bordée par la mer Méditerranée, est également une commune littorale au sens de la loi du 3 janvier 1986, dite loi littoral. Des dispositions spécifiques d’urbanisme s’y appliquent dès lors afin de préserver les espaces naturels, les sites, les paysages et l’équilibre écologique du littoral, tel le principe d'inconstructibilité, en dehors des espaces urbanisés, sur la bande littorale des 100 mètres, ou plus si le plan local d’urbanisme le prévoit.

### Occupation des sols
L'occupation des sols de la commune, telle qu'elle ressort de la base de données européenne d’occupation biophysique des sols Corine Land Cover (CLC), est marquée par l'importance des forêts et milieux semi-naturels (98,5 % en 2018), une proportion sensiblement équivalente à celle de 1990 (99,9 %). La répartition détaillée en 2018 est la suivante : 
milieux à végétation arbustive et/ou herbacée (61,4 %), forêts (31,7 %), espaces ouverts, sans ou avec peu de végétation (5,4 %), eaux maritimes (1,6 %). L'évolution de l’occupation des sols de la commune et de ses infrastructures peut être observée sur les différentes représentations cartographiques du territoire : la carte de Cassini (XVIIIe siècle), la carte d'état-major (1820-1866) et les cartes ou photos aériennes de l'IGN pour la période actuelle (1950 à aujourd'hui).

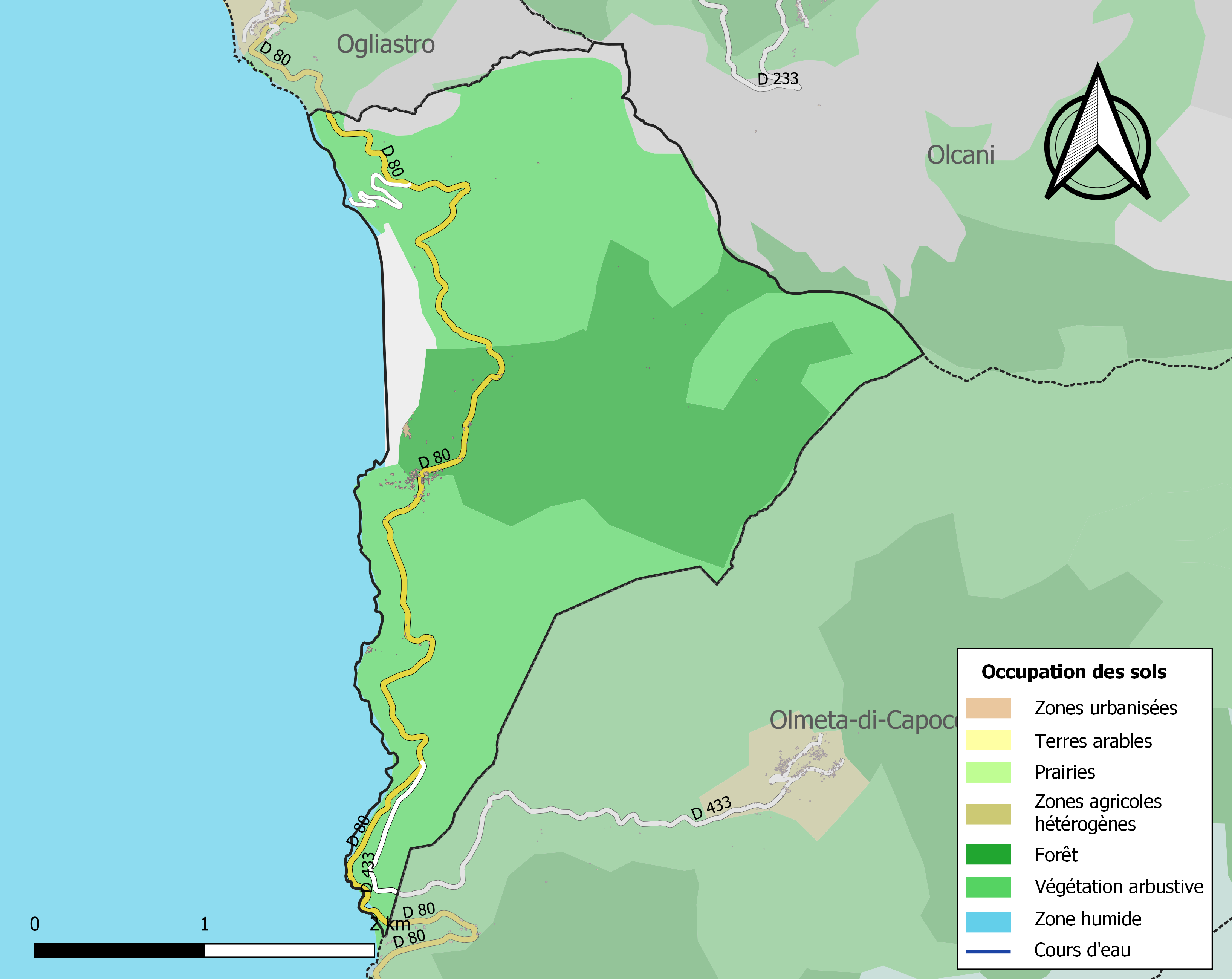
Carte des infrastructures et de l'occupation des sols de la commune en 2018 (CLC).

### Nonza

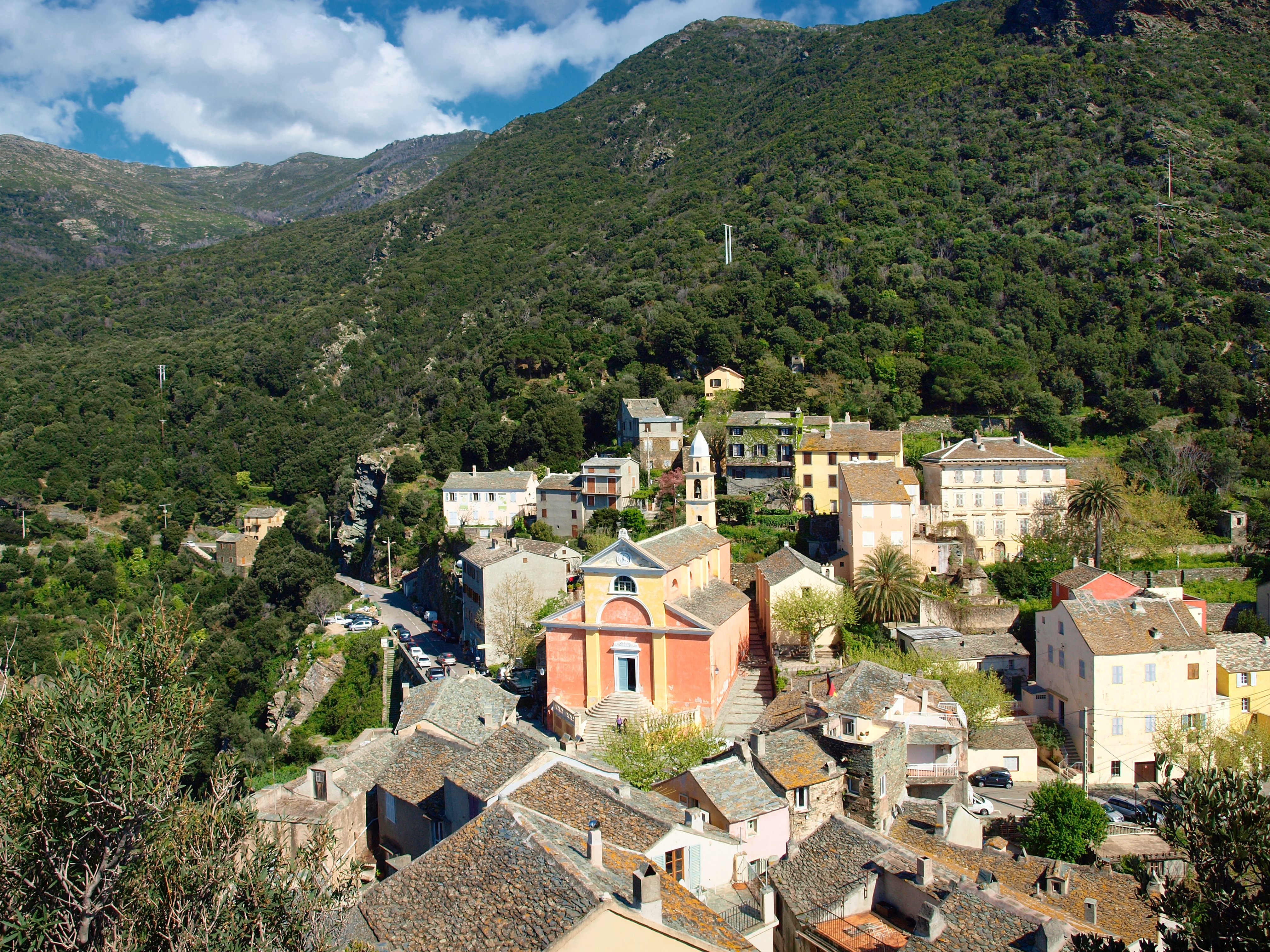
Le village

Contrairement aux autres communes du Cap, Nonza ne présente qu'un seul groupe d'habitations. Le village médiéval de Nonza se perche en nid d'aigle sur une falaise verticale de cent mètres de haut surplombant la mer Méditerranée, autour de l'église Santa Ghjulia. Les maisons à l'architecture sombre et homogène se fondent dans le site et vont jusqu'à se souder en bordure de la falaise. Du fait de sa position, le village ne présente qu'une faible ouverture sur la mer. Bien au contraire, la tour paoline, construite au XVIIIe siècle sur les restes du château des Avogari, domine la mer du sommet d'une falaise de 167 m nommée le Monte. Sa vue imprenable sur le golfe de Saint-Florent en fit d'ailleurs un poste stratégique pour Pascal Paoli.
Le seul accès à la mer qu'offre Nonza est sa plage de galets noirs, constituée artificiellement à partir du rejet en mer des rebuts de la carrière d'amiante exploitée autrefois au sud de la commune de Canari, au nord de la marine d'Albu (Ogliastro). La violence des lames, phénomène répandu sur la côte ouest du Cap et accentué par le caractère abrupt de la grève artificielle, rend la baignade dangereuse lorsque la mer est agitée.
Les quartiers
- Piazza, du nom de la petite place centrale, est le quartier central du village. S'y trouvent l'église paroissiale Sainte-Julie avec, à sa droite, la chapelle de confrérie Santa Croce.

Autour de l'église, chaque groupe de maisons est un quartier auquel on accède le plus souvent à pied.
- Monte d'Eramu, d'où part le raidillon permettant de rejoindre la Torra di Nonza, est situé à l'ouest du village.
- Casa-Guadra et Funtanicchiula, les quartiers qui se trouvent au nord, présentent leurs vertigineuses maisons accolées à pic au bord de la falaise, à plus de cent mètres de haut.
- Cavalaraccia, Casale où est la mairie, et Funtanella, sous le château d'eau, sont les quartiers à l'est du village.
- Corsu, où se trouve le bureau de poste, et Bocca Buona à l'entrée du village, sont situés au sud du village.
- Carrugiu di Mezzu, au sud de la tour, est un vieux quartier aux maisons médiévales recouvertes de robustes toits de lauzes.
- Enfin, plus à l'ouest encore, il y a les quartiers de Poggiulellu, de Fossu, de Borguvecchju et de Capizzolu. Borguvecchju était autrefois entouré de remparts ; ils ont été démolis en 1487 par Gênes.

### Marina di Nonza
À la fin du XVIIIe siècle, la Marine di Nonza disposait de sept gondoles et de quelques magazini, entrepôts pour les produits destinés à l'exportation et qui témoignent de la prospérité de la province du Cap Corse à cette époque. Colmatée par les déchets de l'usine d'amiante de Canari lors de son exploitation au siècle dernier, la marine présente des vestiges encore visibles au sud de la plage.

## Toponymie
Nonza tire son nom de Castrum Nuntiae, ancien camp romain qui en latin signifie « annonciateur ».

## Histoire

### Préhistoire
Le site du village fut occupé dès la Préhistoire. Des peintures rupestres, datées du IIe millénaire av. J.-C., ont été découvertes dans une grotte nommée Grotta Scritta.

### Antiquité
Nonza est situé à l'emplacement de Castrum Nuntiae, un ancien camp romain. Étymologiquement, le nom latin du lieu  signifie annonciateur, car le belvédère sur lequel fut construite la forteresse semblait propre à annoncer toute tentative d'incursion dans les Agriates à la colonie de Mariana, située sur la côte orientale. À la fin de l'époque romaine, sainte Julie, la patronne de la Corse, y aurait été martyrisée. Le premier lieu de culte et de pèlerinage à sainte Julie fut bâti à Nonza à la suite de cet évènement, puis le sanctuaire détruit par les Barbaresques en 734.

### Moyen Âge
L'existence du village n'est confirmée qu'au Moyen Âge, avec les premiers statuts datés de 1109. Avant cette date, le fief Nonza-Olmeta était celui des seigneurs Avogari, cousins des Peverelli seigneurs d'Olcani à La Chiappella.
- 1109 : soutenus par Pise, les Avogari enlèvent aux Peverelli les pièves de Brando, Olcani, Pietracorbara et Sisco.
- 1167 : Pise ravage le fief des Peverelli et aide les Avogari à annexer Canari et Ogliastro.
- 1168 : les Avogari possèdent le tiers central du Cap Corse.
- 1198 : les Avogari qui étaient entrés dans l'« albergo »[Note 3] Gentile et devenus Avogari-Gentile en 1197, s'emparent du fief des Peverelli (lesquels ne conservent plus que Capraia), du fief des Delle Suere (Cagnano) et imposent leur tutelle aux Da Campo di Luri.
- 1246 : Agostino Peverelli vend ses droits sur le Cap Corse à Ansaldo Da Mare. L'amiral génois reprend en 1248 le nord-ouest du Cap (Ersa-Giottani) aux Avogari, annexe en 1249 Cagnano et achète les droits d'Aldovrando seigneur de Campo di Luri ainsi que les droits des Avogari sur La Chiappella.
- 1250 : le sud du Cap (Nonza, Canari et Brando) est aux Avogari et le nord (San Colombano, Motti, Minerbio et Oveglia) à Ansaldo Da Mare.
- 1336 : Décès de Jean Avogari, fils d'Oberto. Son fief est partagé entre ses fils : Piero hérite de Brando, Lucchino de Nonza et André de Canari.
- 1347 : Gênes usurpe officiellement la Corse, cédée par le Saint-Siège à l'Aragon en accord avec Pise en 1325.
- 1358 : Sambucucciu d'Alandu dirige une révolte populaire qui chasse de leurs fiefs les seigneurs remplacés par des caporali. Tous les châteaux sont détruits sauf 6 dont Nonza et San Colombano protégeant le commerce maritime du Cap.
- 1372 : L'Aragon réalisant ses droits sur la Corse, soutien Arrigo della Rocca, descendant de Giudice, comte de Corse. Arrigo occupe Nonza mais il est repoussé par Colombano Da Mare, fils de Babiano. Lucchino Gentile retrouve son fief de Nonza et peu après se voit confier le château de Farinole.
- 1420 : Soutenu par l'Aragon, Vincentello d'Istria, neveu d'Arrigo della Rocca, se fait proclamer comte de Corse en 1410, puis vice-roi par le peuple en 1418 à Biguglia. Il prend Bastia grâce à Manfred de Gentile, seigneur de Nonza.
- 1455 : les villages côtiers commencent à être abandonnés car après la prise de Constantinople par les Turcs en 1453, les Barbaresques comment à razzier les côtes. Ils le feront durant près de trois siècles. C'est à cette époque que Gênes, pour rassurer les populations, impose la construction de tours littorales aux frais des pièves et communautés.
- 1483 : les 6 fiefs du Cap Corse font promesse de vassalité à l'Office de Saint Georges.

Nonza s'organise autour du château des Peverelli, seigneurs locaux, château qui fut détruit en 1489 par les Génois. À partir de 1336, Nonza fut au centre du fief des Avogari et De Gentile. Ces seigneurs cap corsins d'origine génoise étendaient leur domaine sur Brando, Olcani, Olmeta et une partie d'Ogliastro. Ce territoire correspond approximativement à la pieve religieuse. Le seigneur Vincentello II (1523-1625) exerçait des droits féodaux dans les Agriates et l'Ostriconi, au-delà du golfe de Saint-Florent. Ceci permettait de subvenir aux besoins du village. Faute d'un banc agricole suffisant, les deux tiers des céréales étaient cultivés sur ces terres : la majorité des agriculteurs cap corsins s'exilait donc en été dans les Agriates, au moyen de barques à partir de sa marine. Le troc offrait de nombreux produits méditerranéens (huile d'olive, vin, raisin) en provenance de Sardaigne, de Toscane ou de Ligurie.
À propos de pirates qui menaçaient les navigateurs et les villages côtiers, une vieille légende circulait à Nonza : Lors d'une attaque de Nonza par les barbaresques, le commandant de la place s'étant trouvé seul pour défendre le village, les femmes sont venues à la rescousse. Le commandant avait placé les canons en divers endroits. Allant de l'un à l'autre il tirait avec l'aide des femmes. Et sur la Teddia, il hurlait des ordres à ses troupes fictives. Tant et si bien que les barbaresques croyant avoir affaire à un grand nombre d'ennemis bien armés prirent la fuite.

### Temps modernes

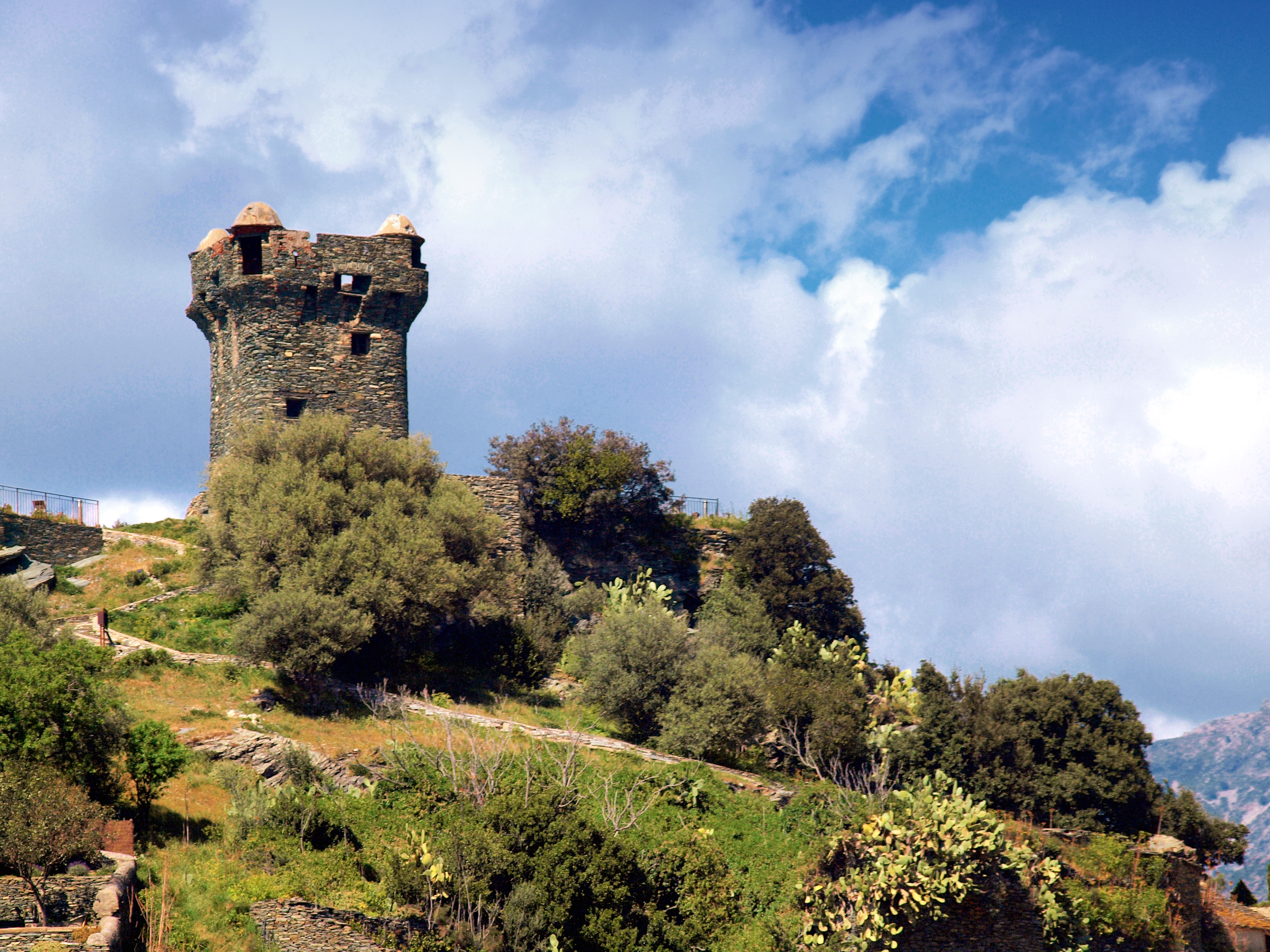
La tour paoline

- 1511 : pour soumettre la Rocca, l'amiral génois Andrea Doria ruine le pays et fait assassiner le comte Rinuccio Della Rocca. Les fiefs corses ne jouent plus aucun rôle politique.
- 1554 : les Da Mare et les De Gentile combattent encore Gênes.
- 1579 : Nonza est sévèrement touché par l'épidémie de peste qui sévit à Gênes et en Corse.
- 1583 à 1590 : c'est la famine et la misère en Corse. Les Barbaresques razzient toutes les côtes. À Cocollo, 60 personnes sont enlevées
- Vers 1600, Nonza était une « communauté » de la seigneurie Gentile ; elle comptait environ 350 habitants. Les lieux habités étaient Olmeta, Viola, lo Poggio, le Celle, lo Vignale, la Grillasca, Nonza, la Tega, Olcani, Cocollo, Cocollino. On y exploitait du minerai de fer[13].
- 1624 : Ogliastro et Cocollo sont ravagés par les Barbaresques.
- 1625 : la république de Gênes met fin aux seigneuries locales (les fiefs de Nonza et de Brando n'existaient plus que de nom) en imposant une domination directe du gouverneur. Lors de la révolte des Corses contre Gênes, au XVIIIe siècle, Nonza subira de nombreux remous dus à son lien économique à la « terre ferme ».
- 1748 : la France occupe tout le Cap Corse sauf Nonza, avec le Nebbio, aux mains des Austro-sardes qui quittent rapidement l'île par le traité d'Aix-la-Chapelle.
- 1757 : Nonza se rallie à Pascal Paoli.
- 1764 : le 22 août, 3 généraux et 1 200 soldats français quittent Bastia et Saint-Florent. Le 24, ils opèrent une jonction à Nonza et, le 29, occupent tout le Cap Corse défendu par 300 patriotes. Les soldats français firent rapidement prisonniers les troupes corses, au nord du village. La tradition raconte que le commandant corse Jacques Casella fut l'auteur d'un haut-fait à cette occasion : ce soldat blessé resta seul dans la tour paoline ; en criant des ordres dans la tour et grâce à un ingénieux système de ficelles qui lui permettait de faire tirer plusieurs armes en même temps aux meurtrières, il fit croire à une forte résistance et n'accepta de reddition qu'avec les honneurs militaires et le droit d'emporter les armes. La légende veut qu'en voyant Casella sortir de la tour sur des béquilles, Grandmaison demanda où était le reste de la troupe et que le vieux soldat aurait répondu : « La voilà, c'est moi ! » Il fut reconduit dans le Nebbio, auprès de Paoli.

Lors de la conquête française, Nonza était considéré comme un point stratégique d'implantation militaire dans le Cap Corse. Le village fut pilonné de la mer pendant toute la journée du 24 août 1764 pour assurer la marche de trois colonnes d'infanterie du capitaine de Grandmaison.
- 1789 : la Révolution supprime la province du Capo Corso et la divise en 4 cantons. Le département de Corse est créé, avec Bastia pour préfecture. La pieve de Santa Giulia devient le canton de Nonza.
- Au XIXe siècle, malgré un important exode rural débuté un siècle plus tôt, la popularisation des desserts en Europe ouvrit au Cap Corse la production et la commercialisation du cédrat. La culture de cet agrume commence en Corse vers 1830. Les bandes de relief s'élevant à moins de 300 m d'altitude furent réaménagées avec des haies pour protéger les cédratiers du gel et du vent et des sociétés d'irrigation furent montées pour abreuver ces arbres capricieux.

Les fruits étaient centralisés par les propriétaires depuis différentes marines. À Nonza, ils étaient triés, conditionnés (entiers par caisses, ou en tranches barriques d'eau de mer et entreposés dans les magasins (magazini) de la Marine. Ceux-ci recevaient des commandes de grossistes de Livourne, Marseille ou Nice, qui livraient confiseurs ou parfumeurs à travers toute l'Europe occidentale. Le transport était assuré par brick ou goélette, depuis Saint-Florent ou l'anse de Fornali, avec des équipages locaux. Les navigateurs assuraient en retour le transit des farines et divers matériaux de construction. Le cédrat est toujours produit à Nonza mais la construction, sous le Second Empire, de la route D80, qui ceinture le Cap Corse, a centralisé les opérations de commercialisation sur Bastia et son port.
Au cours du XIXe siècle de nombreux habitants de Nonza s’expatrièrent pour fuir les conditions de vie difficiles au village, le chômage et le déclin agricole. Certains émigrèrent vers le continent, à Marseille en particulier, mais beaucoup également vers l'Amérique, à Porto Rico et à Saint-Domingue pour la plupart.
- 1829 : ouverture des routes Bastia - Macinaggio.
- À partir de 1830, les cantons ne portent plus les noms des anciennes pièves mais ceux des chefs-lieux.
- 1865 à 1880 : ouverture des routes Santa-Severa - Pino, et Macinaggio  - Botticella - Nonza - Saint-Florent.

### Époque contemporaine
- 1954 : le canton de Nonza est composé avec les communes de Canari, Nonza, Ogliastro, Olcani et Olmeta-di-Capocorso.
- 1973 : réforme cantonale : les cantons de Nonza et de Brando sont fusionnés sous le nom de Sagro-di-Santa-Giulia, avec pour chef-lieu Brando.
- 1975 : la Corse est à nouveau partagée en deux départements. Nonza se trouve dans celui de Haute-Corse.

## Politique et administration

### Liste des maires
| Période                                  | Période      | Identité            | Étiquette           | Qualité                                                              |
| ---------------------------------------- | ------------ | ------------------- | ------------------- | -------------------------------------------------------------------- |
| Les données manquantes sont à compléter. |              |                     |                     |                                                                      |
| mars 2001                                | 2008         | Karl Burini         |                     |                                                                      |
| mars 2008                                | 2014         | Jean-Marie Dominici |                     |                                                                      |
| mars 2014                                | 2020 (décès) | Pierre Chaubon      | DVG (apparenté PRG) | Maître des requêtes au Conseil d'État Membre de l'Assemblée de Corse |
| 2020                                     | En cours     | Jean-Marie Dominici |                     |                                                                      |

## Population et société

### Démographie
L'évolution du nombre d'habitants est connue à travers les recensements de la population effectués dans la commune depuis 1800. Pour les communes de moins de 10 000 habitants, une enquête de recensement portant sur toute la population est réalisée tous les cinq ans, les populations de référence des années intermédiaires étant quant à elles estimées par interpolation ou extrapolation. Pour la commune, le premier recensement exhaustif entrant dans le cadre du nouveau dispositif a été réalisé en 2006.

En 2022, la commune comptait 63 habitants, en évolution de −13,7 % par rapport à 2016 (Haute-Corse : +5,15 %, France hors Mayotte : +2,11 %).
| 1800 | 1806 | 1821 | 1831 | 1836 | 1841 | 1846 | 1851 | 1856 |
| ---- | ---- | ---- | ---- | ---- | ---- | ---- | ---- | ---- |
| 316  | 351  | 418  | 325  | 316  | 345  | 367  | 422  | 481  |

| 1861 | 1866 | 1872 | 1876 | 1881 | 1886 | 1891 | 1896 | 1901 |
| ---- | ---- | ---- | ---- | ---- | ---- | ---- | ---- | ---- |
| 445  | 430  | 473  | 510  | 507  | 516  | 524  | 543  | 508  |

| 1906 | 1911 | 1921 | 1926 | 1931 | 1936 | 1946 | 1954 | 1962 |
| ---- | ---- | ---- | ---- | ---- | ---- | ---- | ---- | ---- |
| 505  | 502  | 509  | 451  | 454  | 357  | 191  | 200  | 213  |

| 1968 | 1975 | 1982 | 1990 | 1999 | 2006 | 2011 | 2016 | 2021 |
| ---- | ---- | ---- | ---- | ---- | ---- | ---- | ---- | ---- |
| 137  | 71   | 68   | 86   | 67   | 68   | 72   | 73   | 67   |

| 2022 | - | - | - | - | - | - | - | - |
| ---- | - | - | - | - | - | - | - | - |
| 63   | - | - | - | - | - | - | - | - |

### Enseignement
L'école primaire publique la plus proche se situe à Santa Maria (Patrimonio), distant de 15 km. Collèges et lycées les plus proches sont situés à Bastia Montesoro, distant de 41 km via le col de Teghime.

### Santé
Les cabinets de médecins les plus proches sont situés à Saint-Florent et à Bastia, villes respectivement distantes de 19 km et 30 km. Le Centre hospitalier général de Bastia est distant de 30 km. Plusieurs cliniques se trouvent aussi à Bastia. Deux pharmacies sont à Saint-Florent. Des infirmiers sont installés à Patrimonio ; des masseurs-kinésithérapeutes se trouvent à Saint-Florent.

### Cultes
L'église paroissiale Santa Ghjulia relève du diocèse d'Ajaccio.

### Manifestations culturelles et festivités
- Le 22 mai constitue la fête patronale du village. Au cours de cette fête, dédiée à sainte Julie, ont lieu une foire et un pèlerinage.
- La période estivale est marquée de nombreuses manifestations culturelles et sportives qui attirent de nombreux touristes et visiteurs.

## Économie
Jadis, la population vivait de l'agriculture et de l'élevage. En 1770, Nonza comptait 30 hectares de vignes, 20 hectares d'oliviers, 14 hectares de forêt, 182 chèvres, 42 bovins, 13 chevaux et deux moulins. Au XIXe siècle, chômage et déclin agricole font s'expatrier beaucoup d'habitants. Les cultures qui faisaient la prospérité de la province ont disparu. Subsistent de nos jours quelques ressources et productions locales comme l'olivier et des cultures en terrasses pour la consommation familiale.
Le village compte un bureau de Poste, une boulangerie et deux restaurants. Plusieurs autres établissements et commerces ouvrent en période estivale en raison d'un passage touristique important.
Le cimetière est situé à 1 km au nord du village, en bordure de la D80, au lieu-dit Novachielli.

## Culture locale et patrimoine

### Lieux et monuments

#### Tour paoline (Torra paolina)

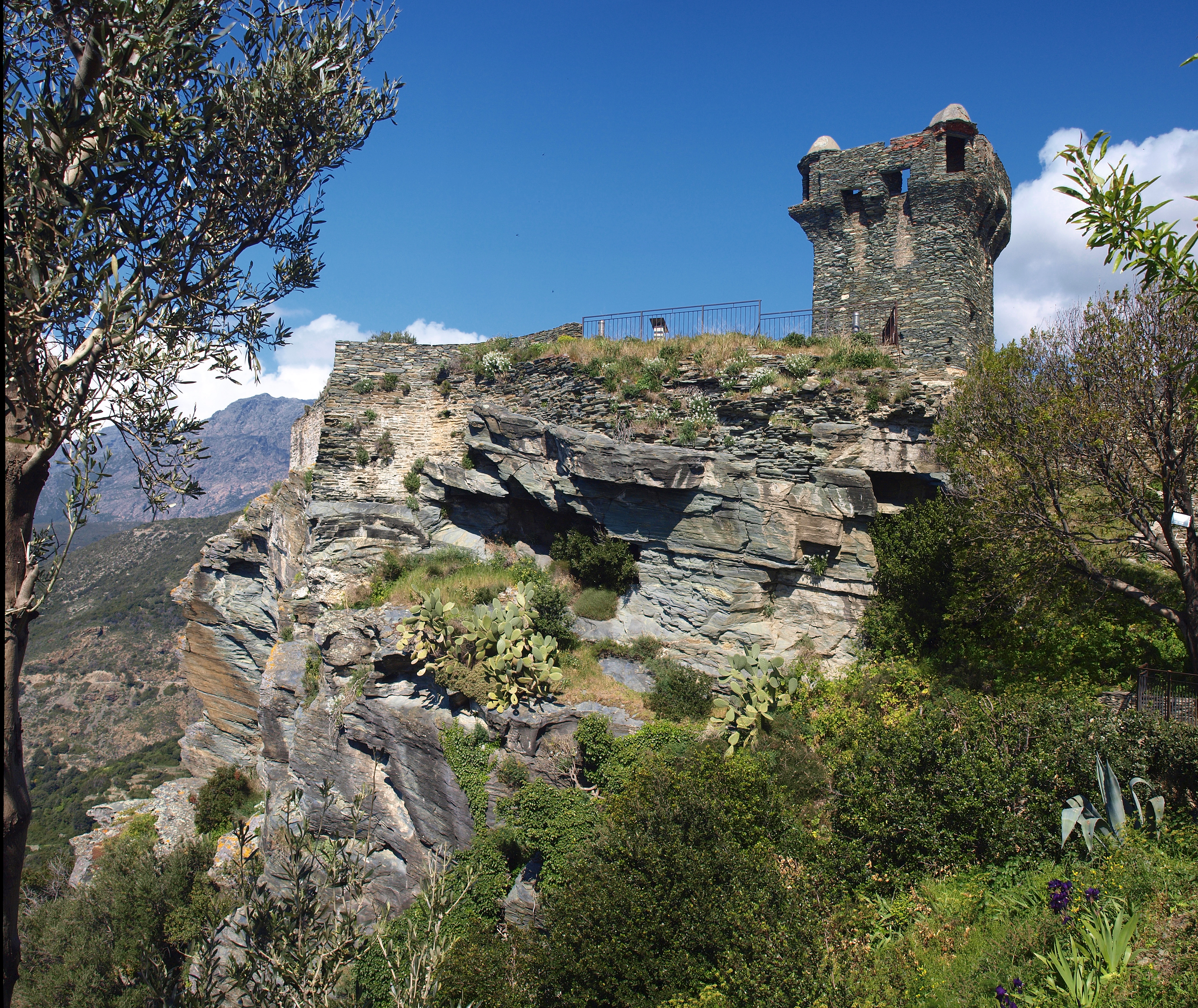
Tour paolina

Le Monte, sommet de la falaise dominant la mer, représente une position stratégique et fut donc choisi par les seigneurs Avogari pour y bâtir leur château au XIIe siècle. Cette forteresse médiévale fut détruite par les Génois en 1489.
En 1760, Pascal Paoli ordonna la construction d'une tour de guet au sommet du Monte, afin de surveiller le golfe de Saint-Florent. Cette tour de schiste gris vert, carrée, se situe à l'emplacement de l'ancien château, soit à 167 m d'altitude. Elle est bâtie sur le modèle des tours génoises : trois étages, une guardiola, une terrasse crénelée pourvue de trois échauguettes. Propriété de la Collectivité de Corse, la tour a été inscrite aux Monuments historiques le 5 juillet 1926.

#### Ruines de laSassa

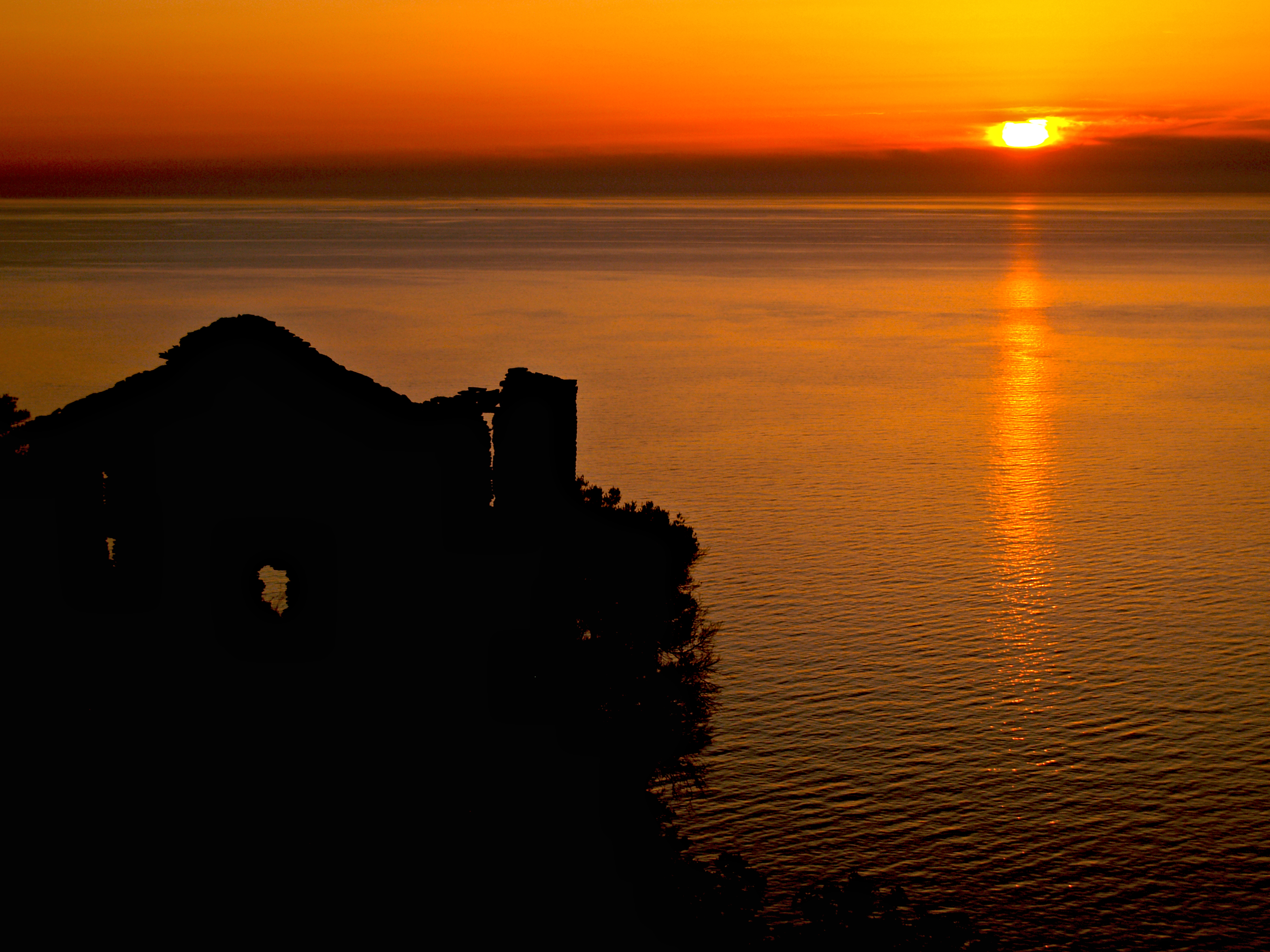
Ruines de la Sassa

La Sassa était la dernière demeure des seigneurs locaux où vécut entre 1523 et 1624 la famille des Avogari de Gentile. Vincentellu II était le dernier souverain de la région. Le château bâti au XIe siècle par ses aïeux, avait été détruit au XVe siècle par Gênes. L'édifice est depuis ruiné.

#### Fontaine Santa Ghjulia
Lors du martyre de Sainte Julie, la légende raconte que ses seins coupés furent jetés contre un rocher, d'où aurait jailli une source miraculeuse. Cette source, appelée parfois fontaine aux mamelles, est située sous la route à l'entrée nord de Nonza. On y accède par un chemin en escalier de 54 marches. Les eaux de la fontaine Sainte Julie sont supposées miraculeuses et sont le but d'un pèlerinage. Près de la fontaine se trouve la chapelle Santa Ghjulia.
Un monumental escalier de 150 marches descend de la chapelle vers la marine. Cet ancien port, aujourd'hui ruiné, disposait de quelques entrepôts (magazini) et de sept gondoles au XVIIIe siècle.

#### Église Sainte-Julie (Santa Ghjulia)

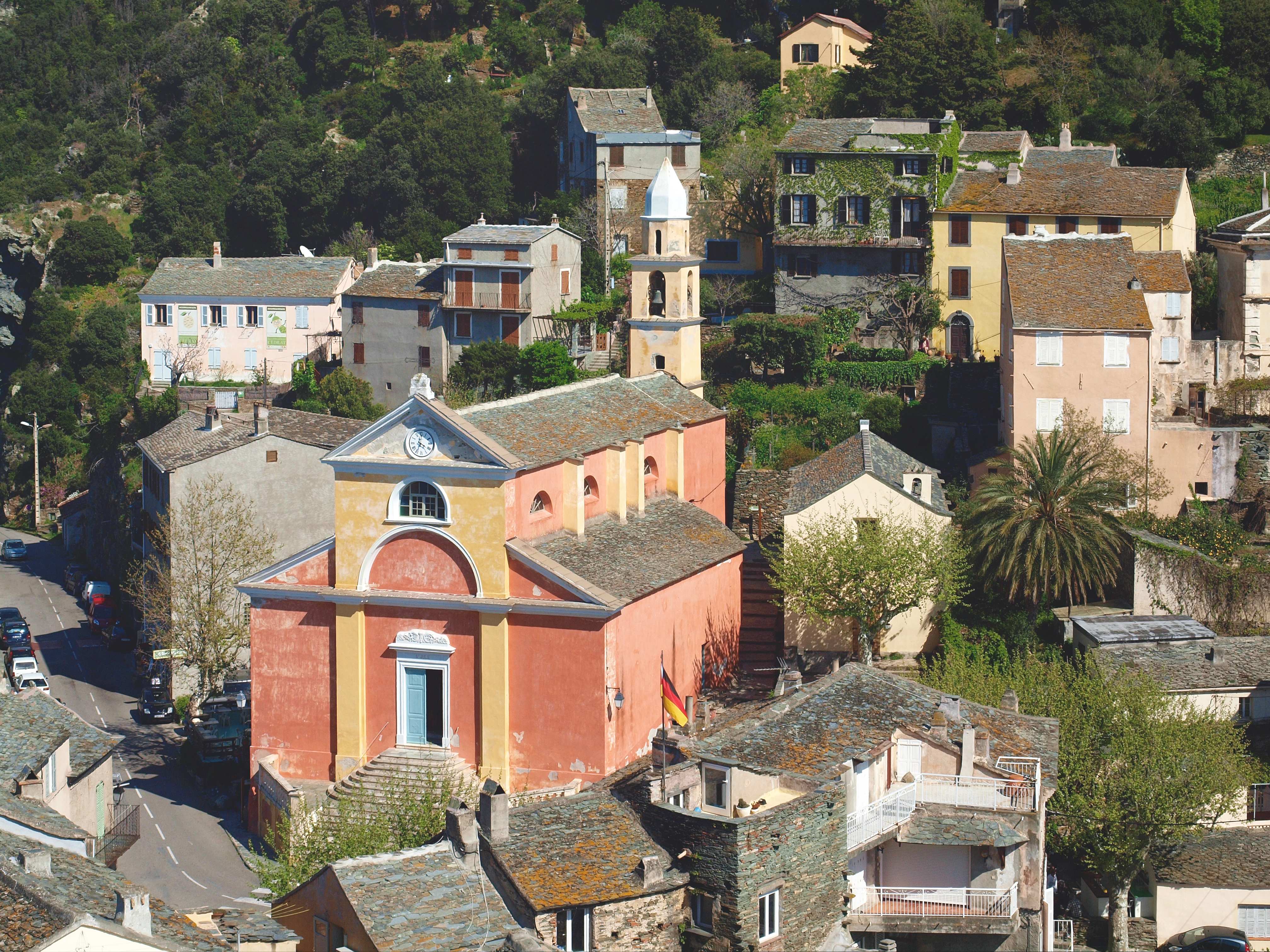
Sainte Julie (Santa Giulia)

L'église Sainte-Julie est située au centre du village, quartier de Piazza. D'architecture classique, cette ancienne piévane a été édifiée au XIVe siècle en remplacement d'un édifice du IXe siècle élevé sur les bases d'un sanctuaire du IVe siècle ruiné en 734 par les Sarrasins. En 303 sainte Julie était la patronne de la Corse et de Livourne.
Après le Concile de Trente, vers 1575, l'église Santa Ghjulia fut reconstruite dans le style classique, sur un sanctuaire préroman. Elle contient un autel en marbre polychrome datant de 1694 provenant du couvent Saint-François, une toile du XVIe siècle représentant Sainte Julie crucifiée, ainsi que des statues anciennes. L'église fut transformée quasi entièrement en 1854 et 1872, et en 1893, il lui fut adossé un clocher au sommet ogival.
Aujourd'hui, les murs de cette église paroissiale sont peints d'un badigeon rose, elle est couverte de teghjie (de lauzes), et présente une façade tripartite décrite comme suit : deux pilastres jaunes la soulignent et soutiennent un entablement surmonté d'un fronton. Propriété de la commune, l'église Santa Ghjulia est inscrite aux Monuments Historiques par arrêté du 6 décembre 1984.
Elle renferme les œuvres classées ci-après :
- partie instrumentale de l'orgue du facteur d'orgues Saladini Pietro (2e quart XIXe siècle), MH en 1992 ;

maître-autel du XVIIIe siècle, MH en 1992 ;
- tableau d'autel Notre-Dame du Rosaire, saint Jean-Baptiste et saint Antoine abbé avec saint Dominique et sainte Catherine d'Alexandrie, et son cadre (1er quart XVIIe siècle), MH en 2004
- tableau d'autel Le Miracle de saint Alexandre Sauli et son cadre (XVIIIe siècle), MH en 2004 ;
- tableau d'autel Saint François et sainte Julie de Nonza intercédant auprès de la Vierge et de l'Enfant Jésus pour les âmes du Purgatoire et son cadre, œuvre du peintre Badaracco Giuseppe (?), du milieu XVIIe siècle, MH en 2004 ;

meuble de sacristie (3e quart XVIIIe siècle), MH en 2004.

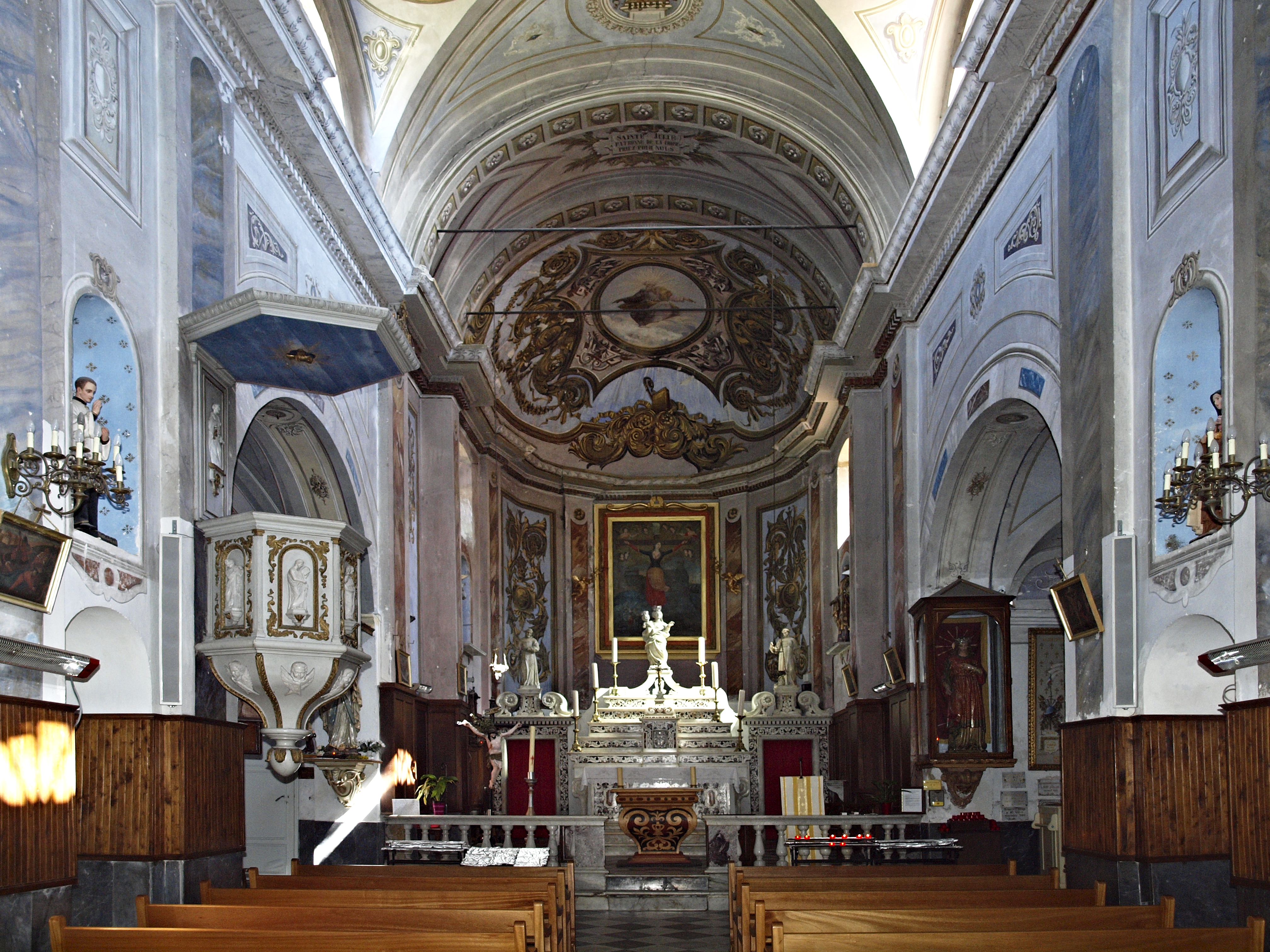
Intérieur de l'église
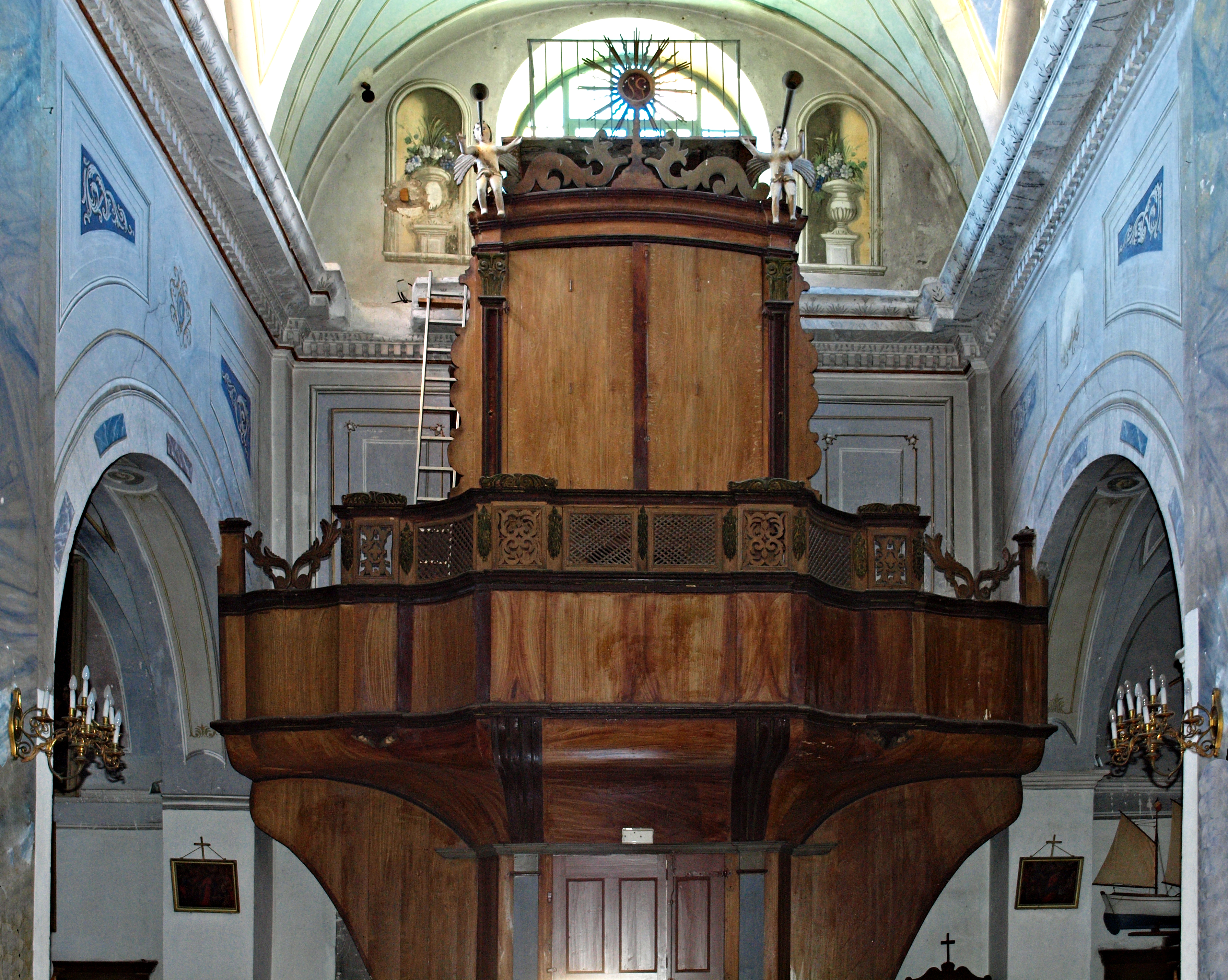
L'orgue
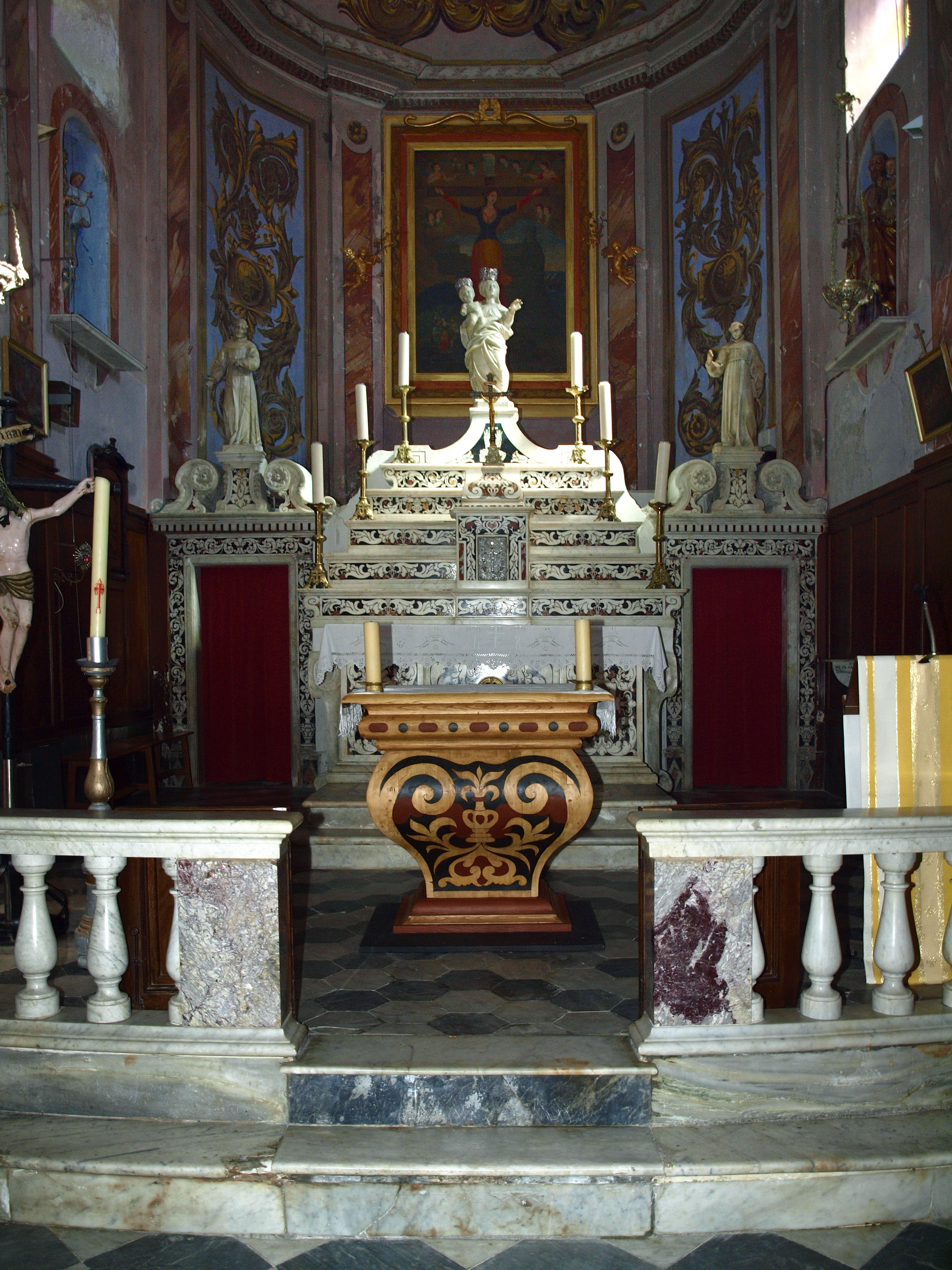
Le maître-autel
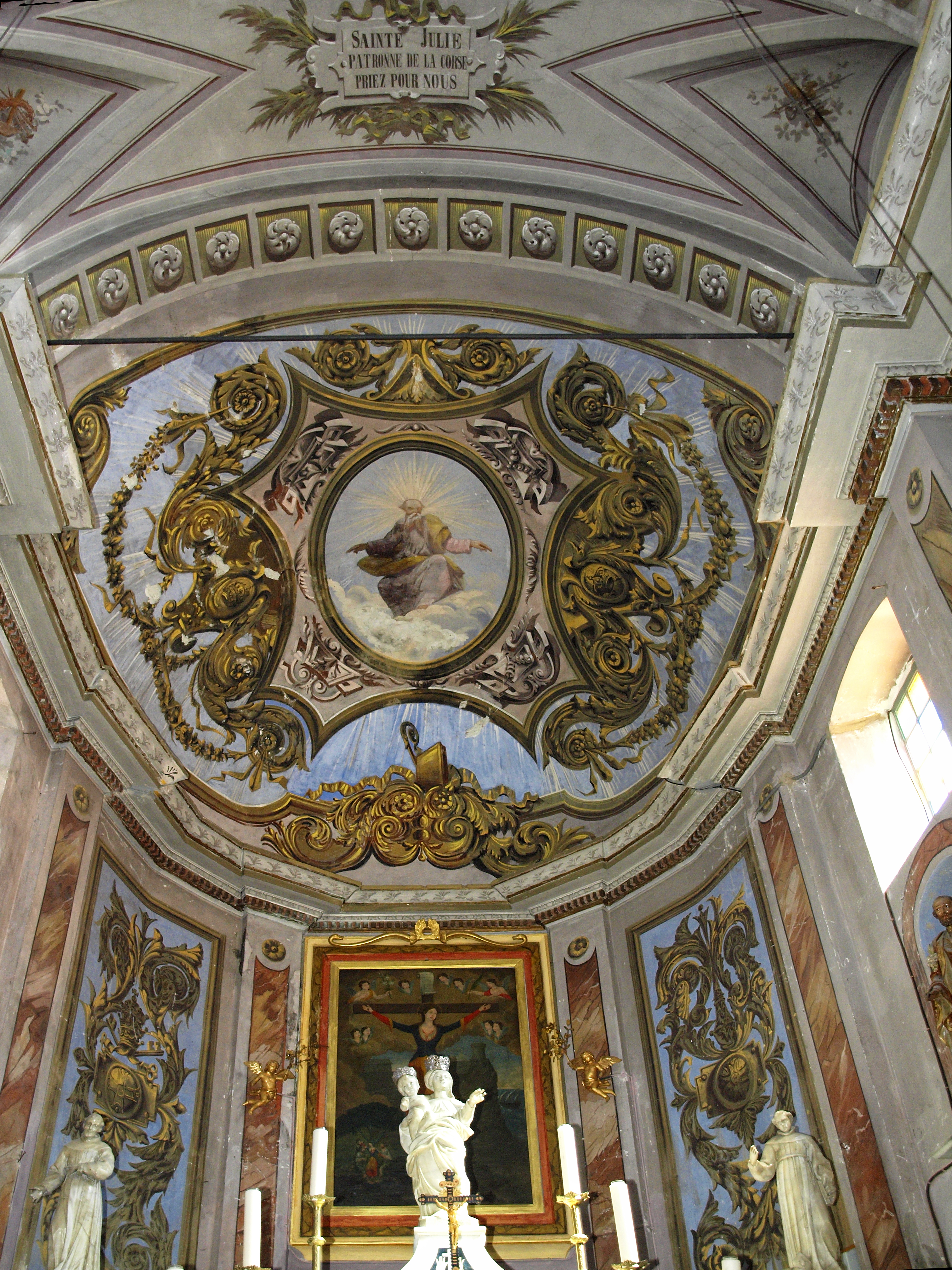
Plafond du chœur

#### Couvent San Francescu di Nonza

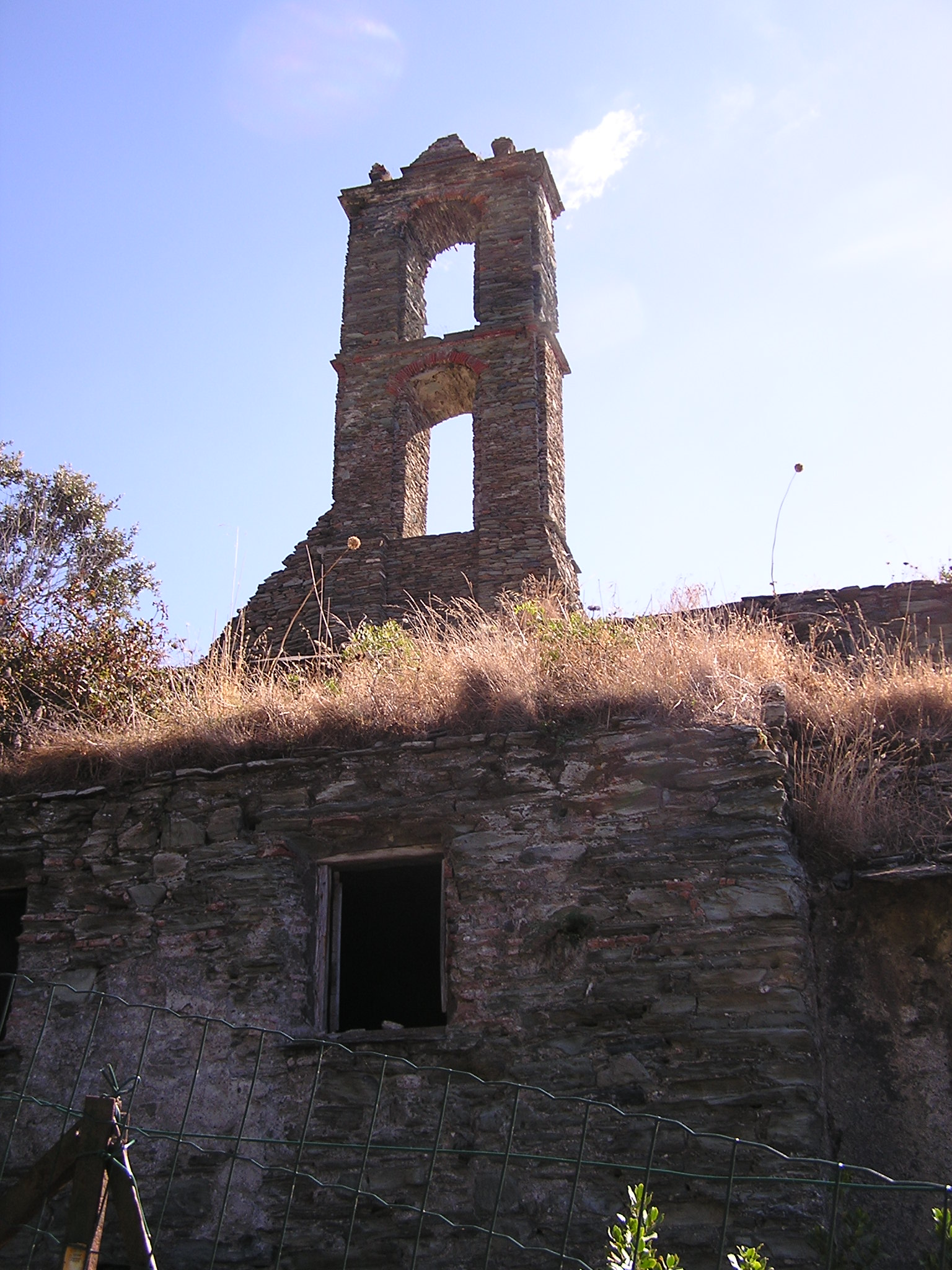
Clocher du couvent San Francescu

Quelques années après la fondation du couvent de Bonifacio par Saint François d'Assise, le père Parenti, son successeur, fonda le couvent de Nonza en 1236. Ce couvent de l'ordre franciscain appartenait à l'observance mineure de la Corse. Leonor Fini s'éprit du lieu en 1956, s'y installa et revint ensuite y peindre chaque été.
Les restes du couvent en cours de restauration (travaux de mise en sauvegarde) sont situés en bordure de mer, sous le hameau de Capezzolu, à un kilomètre environ au sud du village de Nonza et font face au golfe de Saint-Florent.
Au sud du couvent, se trouve l'embouchure du ruisseau du Couvent (fiume di Conventu).

#### Autres patrimoines religieux
- Chapelle de confrérie Sainte-Croix, située à proximité au sud de l'église paroissiale ;
- Chapelle Santa Maria Natività dite Notre-Dame-de-Lavasina, au quartier de Borguvecchju ;
- Chapelle rurale Santa Maria, à 1700 m à l'est du village dans le vallon de Bolanu, à proximité des ruines du hameau de Cavicchioni.

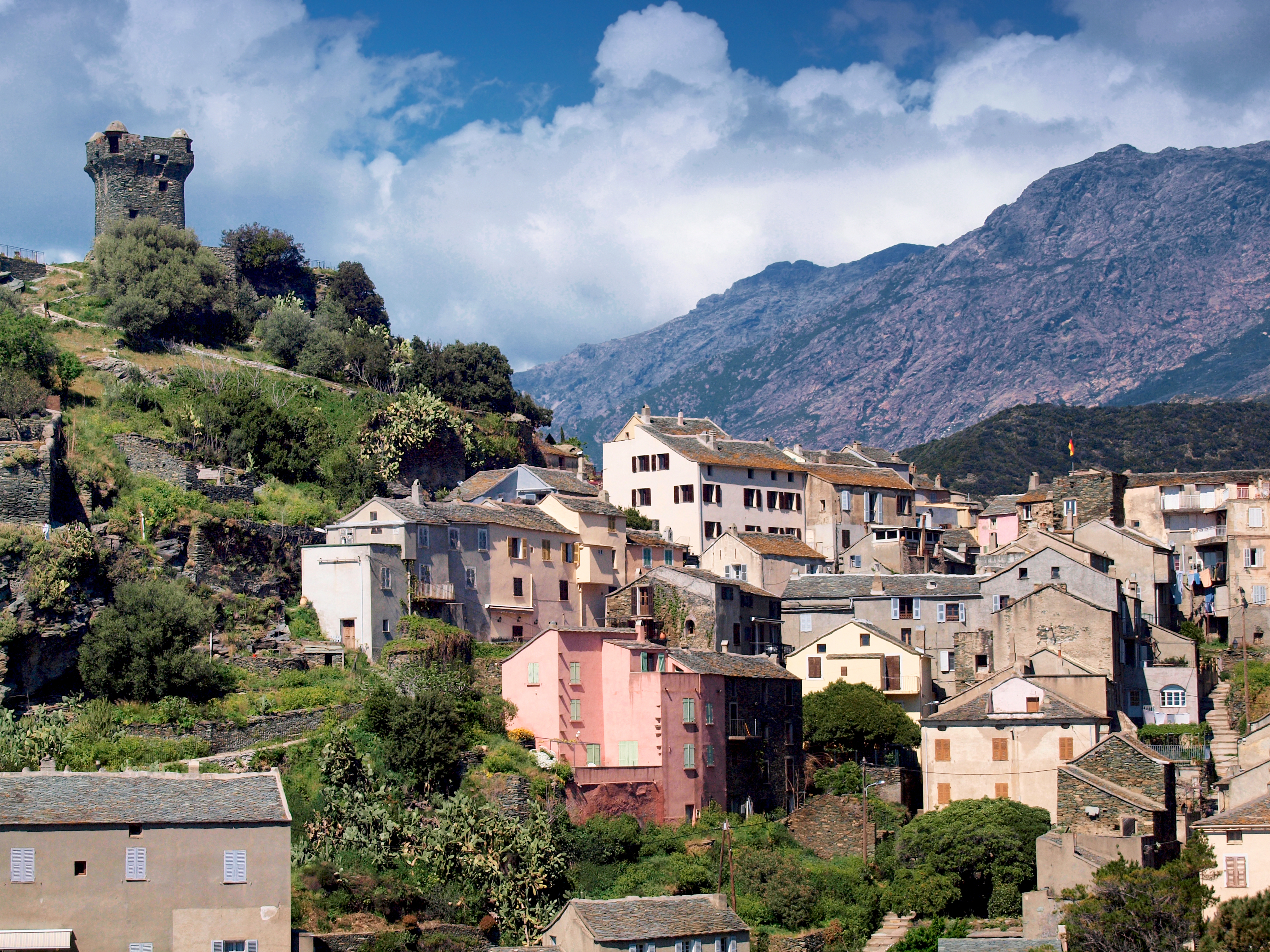
Nonza et sa tour
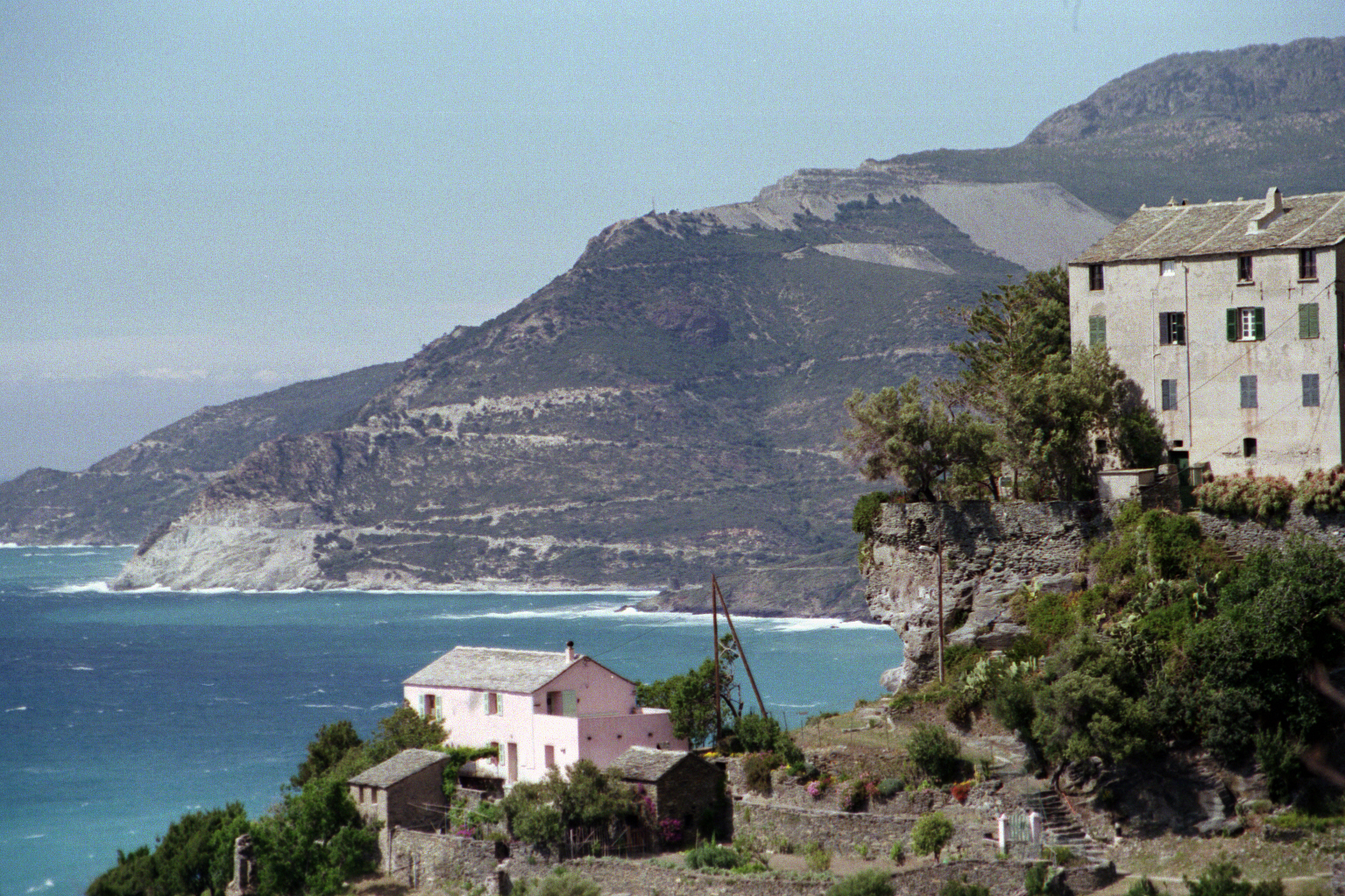
Maisons à Nonza
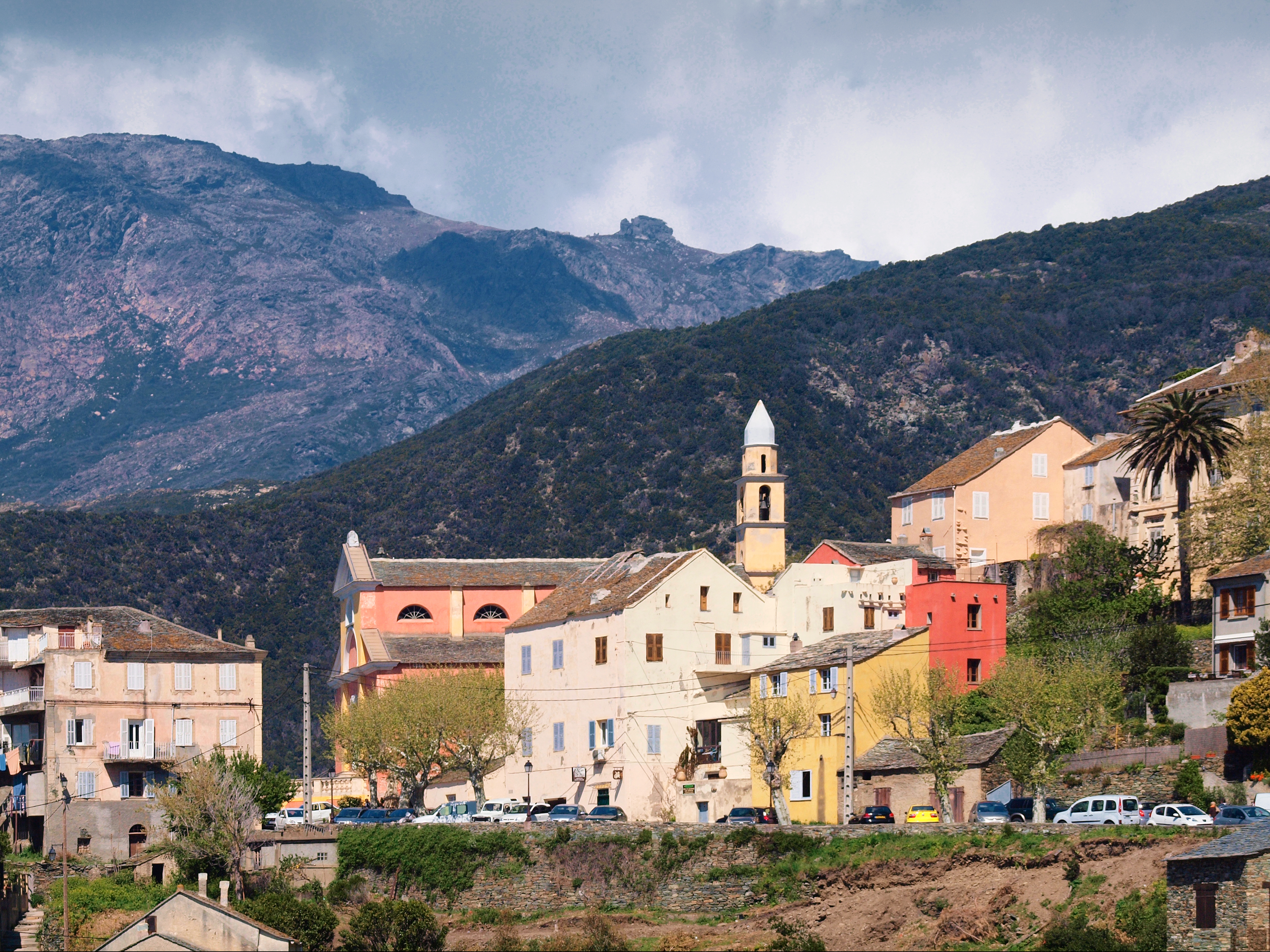
Santa Giulia et le quartier Piazza
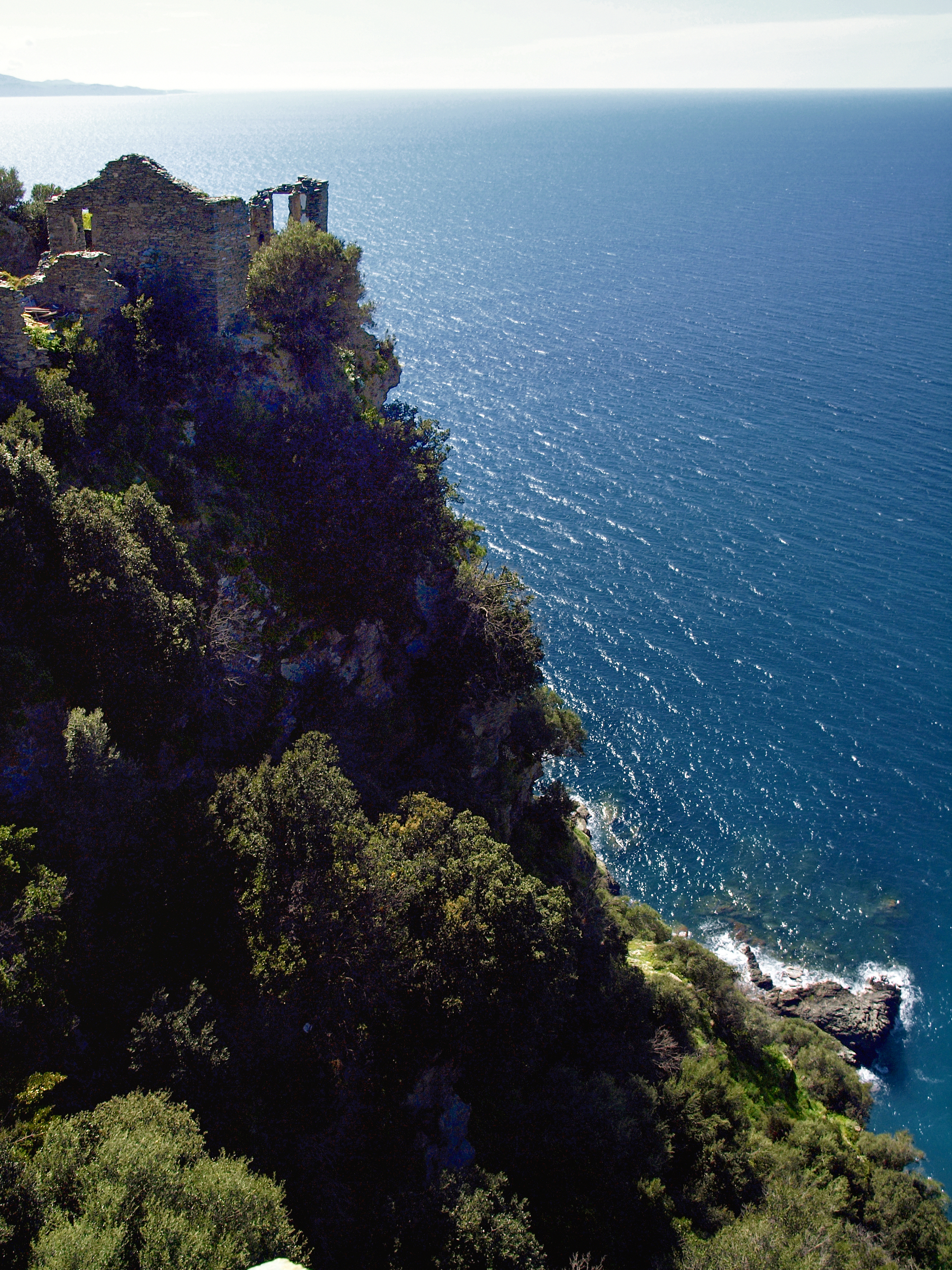
Ruines de la Sassa sur la falaise
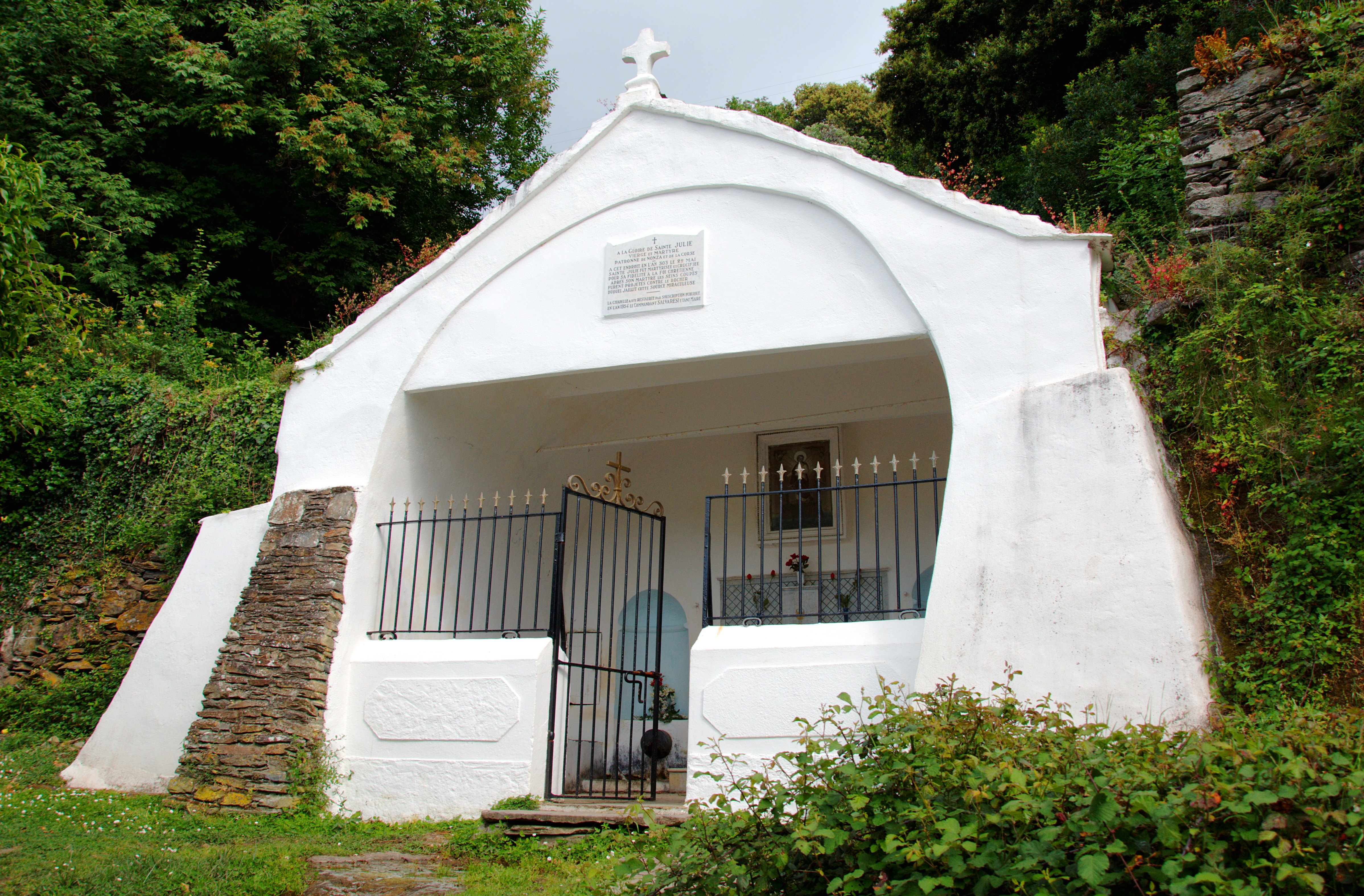
Chapelle Sainte-Julie et la source miraculeuse
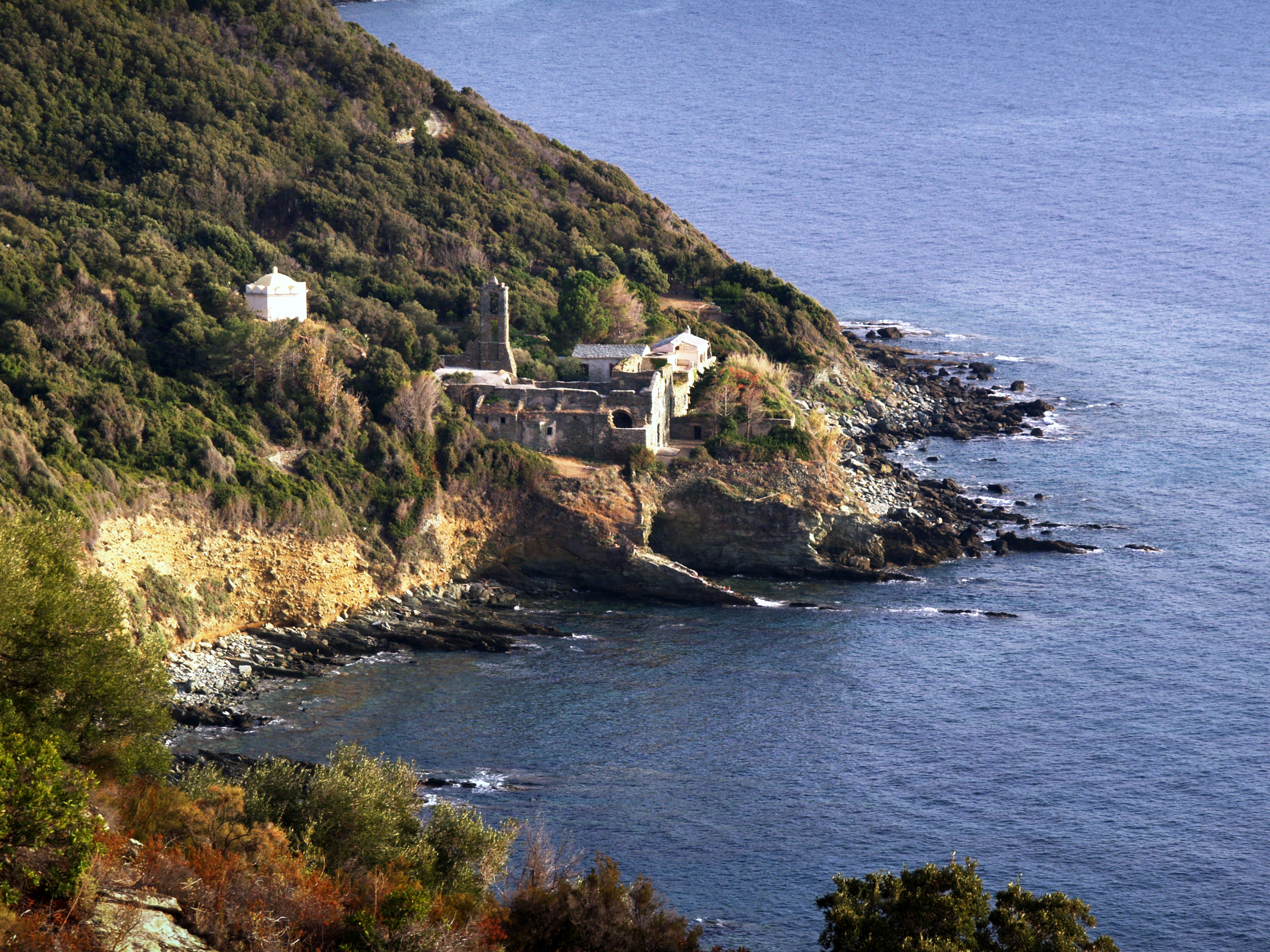
Couvent Saint-François ruiné

### Patrimoine naturel

#### ZNIEFF
Nonza est concernée par une zone naturelle d'intérêt écologique, faunistique et floristique de 2e génération :
Crêtes asylvatiques du Cap Corse
La zone d'une superficie de 6 387 ha, englobe la quasi-totalité de la crête centrale du Cap Corse. La limite sud de la ZNIEFF est identifiée par le col de Teghime (commune de Barbaggio). Son intérêt réside en sa fonction d’habitat pour les populations animales et végétales. Elle comporte une faune et une flore classée comme déterminantes avec 25 espèces végétales, dont une colonie de reproduction de petit rhinolophe (Rhinolophus hipposideros), deux couples d’aigle royal (Aquila chrysaetos), et du lézard de Fitzinger (Algyroides fitzingeri).

### Personnalités liées à la commune
- Sainte Julie : (420 - 450), la sainte patronne de la Corse aurait été martyrisée par des païens à Nonza.
- Famille Peverelli : cette famille génoise fut le foyer des premiers seigneurs capcorsins.
- Famille Avogari de Gentile : cette dynastie de seigneurs du Cap corse, originaire de Gênes, dont le fief s'étendait d'une côte à l'autre au sud du cap, était en partie originaire de Nonza.
- Mathieu de Angelis (né à Nonza - décédé à Bastia 1761). Évêque d’Aléria (1750-1759). Il a écrit au pape pour dénoncer l’empio de Paoli et lui dire qu’en Corse il n’y a plus l’ombre de la religion.
- Antoine Gentili (San Fiurenzu 1743 - 1798). Partisan de Paoli, il passe au service de la France à l’époque du royaume anglo-corse. Général de division sous les ordres de Bonaparte, il organise l’expédition de Corse chargée de chasser les Anglais. Le père était Francescu Antone Bonavita mais le nom de Gentili avait été adopté en famille à la suite d’un mariage avec les Gentili de Nonza.
- Vincent Jacques-Etienne Avogari de Gentile (Nonza 1760 - Eclassan 1825), Évêque d’Aléria (1750-1759), inspecteur général de la gendarmerie du royaume de Naples.
- Pierre Ucciani (Ajaccio 1851 - Paris 1939), peintre corse, vient peindre à Nonza vers 1890[23],[24],[25].
- Pierre Benigni, (1878 - 1956), spécialiste d'uniformologie, sa famille était originaire de Nonza.
- Leonor Fini, (1908 - 1996), peintre, passait villégiature dans le couvent San Francescu dans les années 1960 et 1970.
- Francis Linel, (Marseille 1928 - Nonza 2022), acteur, chanteur de variété, danseur et meneur de revues[26].
- Alain Damasio, (Lyon 1969 - ), écrivain de science-fiction, a écrit son roman La Horde du Contrevent à Nonza.

### Héraldique
| Blason de Nonza | Blason  | Parti : au 1er mi-parti d'un tranché abaissé d’azur et d’argent au citronnier arraché de tenné en redorte, feuillé de sinople et fruité d’or, au 2e d’argent au navire sans voile contourné de sable sur une champagne ondée d’azur chargée en chef d’une tierce ondée d’argent. |
| Blason de Nonza | Détails | Le statut officiel du blason reste à déterminer. |